# Hasırcılar, Battalgazi
Hasırcılar là một thị trấn thuộc huyện Battalgazi, tỉnh Malatya, Thổ Nhĩ Kỳ. Dân số thời điểm năm 2011 là 1.766 người.